# جراحی ترمیمی

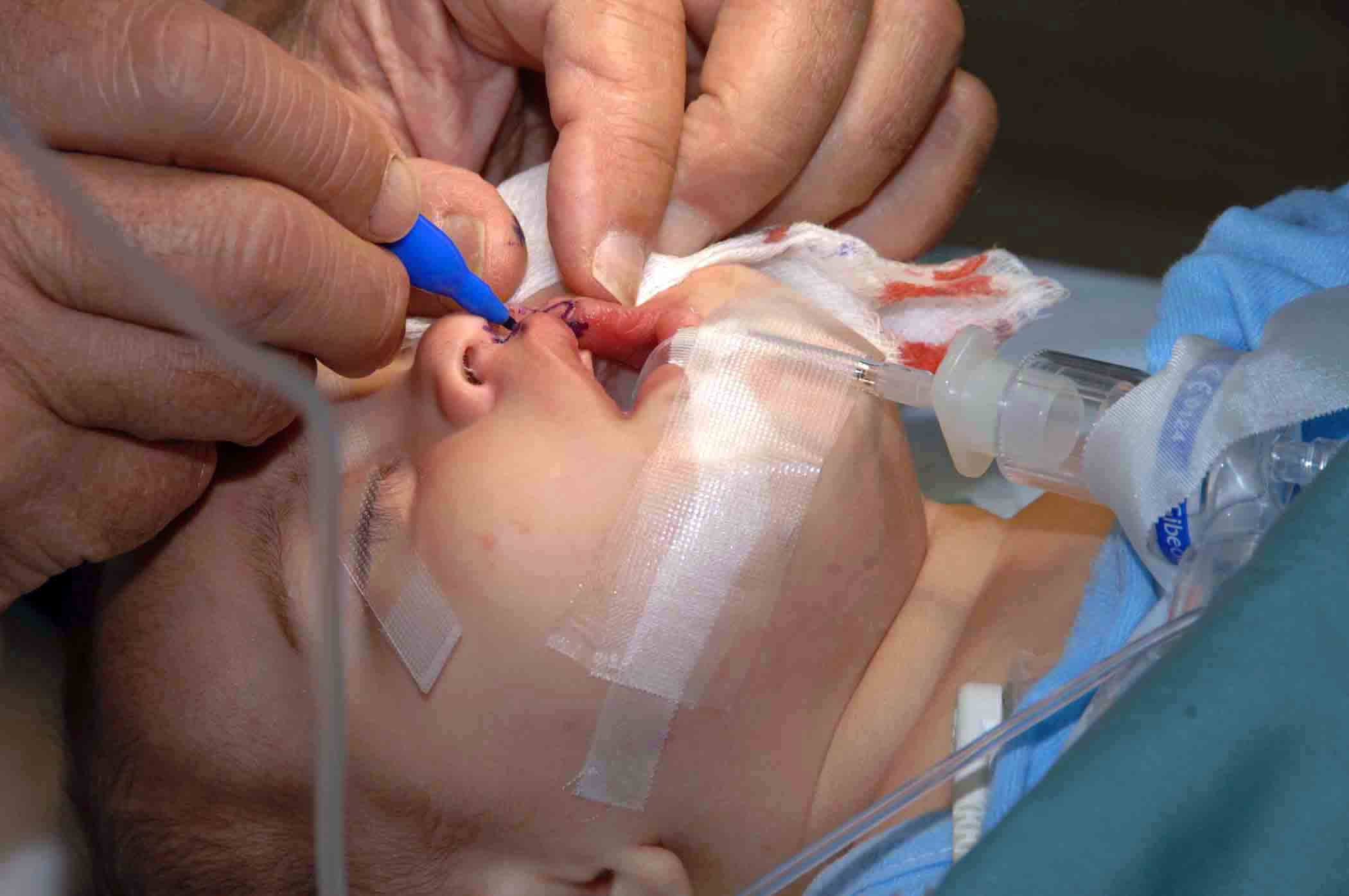
جراحی ترمیمی رفع شکاف لب در کودک سه‌ماهه

جراحی ترمیمی (به انگلیسی: Reconstructive surgery)، جراحی است که برای بازگرداندن ظاهر و عملکرد طبیعی اعضای بدن که به دلیل بیماری یا شرایط پزشکی بدشکل شده‌اند، انجام می‌شود.
جراحی ترمیمی اصطلاحی است با پیامدهای آموزشی، بالینی و بازپرداخت. در طول تاریخ از آن به عنوان مترادف با جراحی پلاستیک یاد می‌شود. از لحاظ آموزشی، جراحی پلاستیک یک تخصص پزشکی شناخته شده‌است و یک جراح می‌تواند جراح پلاستیک «تأیید شده توسط هیئت مدیره جراحی پلاستیک آمریکا» باشد. با این حال، جراحی ترمیمی یک تخصص نیست و هیچ جراح ترمیمی دارای مجوز هیئت مدیره وجود ندارد. به‌طور دقیق تر، جراحی ترمیمی باید با جراحی زیبایی مقایسه شود.

## دلایل انجام جراحی ترمیمی[۳]
- بهبود/بازگرداندن به عملکرد عادی
- بازگرداندن ظاهر طبیعی اعضای بدن «غیرطبیعی» یا «بدشکل» ناشی از بیماری یا شرایط
- بهبود کیفیت زندگی بیمار